# Ниновка (Астраханская область)
Ниновка — село в Икрянинском районе Астраханской области России. Входит в состав Оранжерейнинского сельсовета.

## История
До 3 июня 2015 года село входило в состав Фёдоровского сельсовета.

## География
Село находится в юго-западной части Астраханской области, на правом берегу рукава Бахтемир дельты реки Волги, на расстоянии примерно 23 километров (по прямой) к юго-юго-западу (SSW) от села Икряное, административного центра района. Климат умеренный, резко континентальный. Характеризуется высокими температурами летом и низкими — зимой, малым количеством осадков, а также большими годовыми и летними суточными амплитудами температуры воздуха.

## Население
| 2002 | 2010 |
| ---- | ---- |
| 780  | ↘668 |

По данным Всероссийской переписи, в 2010 году численность населения села составляла 668 человек (318 мужчин и 350 женщин). Согласно результатам переписи 2002 года, в национальной структуре населения русские составляли 52 %, казахи — 44 %.
| Национальность | Численность (2010) | Процент |
| -------------- | ------------------ | ------- |
| Русские        | 316                | 47,7%   |
| Казахи         | 310                | 46,8%   |
| Цыгане         | 6                  | 0,9%    |
| Татары         | 5                  | 0,8%    |
| Не указана     | 26                 | 3,9%    |
| Всего          | 663                | 100%    |

## Инфраструктура
В селе функционируют основная общеобразовательная школа, дом культуры и библиотека.

## Улицы
Уличная сеть села состоит из 8 улиц.